# Smerinthus szechuanus
Smerinthus szechuanus är en fjärilsart som beskrevs av Clark 1938. Smerinthus szechuanus ingår i släktet Smerinthus och familjen svärmare. Inga underarter finns listade i Catalogue of Life.